# T-Wolves Gaming
De T-Wolves Gaming is het e-sport-team van de Minnesota Timberwolves, dat actief deelneemt aan de NBA 2K League. Het team werd op 31 augustus 2018 opgericht en maakte zijn debuut in de competitie in het seizoen 2019.
T-Wolves Gaming richt zich op het vertegenwoordigen van de Timberwolves in de wereld van e-sport, met een nadruk op het NBA 2K-spel. De huidige eigenaar van T-Wolves Gaming is de Minnesota Timberwolves, onder leiding van CEO Ethan Casson.

## Geschiedenis
Op 31 augustus 2018 werd aangekondigd dat de NBA 2K League een team zou toevoegen onder management van de Minnesota Timberwolves. De CEO van Timberwolves Ethan Casson gaf in een interview aan dat de franchise altijd op zoek is naar mogelijkheden om uit te breiden en dat een e-sports team een mooie toevoeging zou zijn. Het team kreeg de naam T-Wolves Gaming en ze speelde hun eerste wedstrijd op 4 april 2019.
In 2019 werd T-Wolves Gaming de kampioen van de NBA 2K League.

## Spelers
| Positie | Rugnummer | Land                      | Naam            | Tag         |
| ------- | --------- | ------------------------- | --------------- | ----------- |
| G       | 2         | Vlag van Verenigde Staten | Michael Key     | BearDaBeast |
| C       | 12        | Vlag van Verenigde Staten | Roger Adams     | Polow       |
| F       | 13        | Vlag van Verenigde Staten | Gil Santiago Jr | Range       |
| G       | 4         | Vlag van Verenigde Staten | Damian Tutak    | Tutak       |
| F       | 1         | Vlag van Verenigde Staten | Frankie Mule    | Igymo       |

## Draft geschiedenis
- Seizoen 2019[5]: Michael Key werd geselecteerd in de eerste ronde, gevolgd door Christopher Anderson in de tweede ronde. Josiah Oetjen werd gekozen in de derde ronde, en Brian Traynor in de vierde ronde.

- Seizoen 2020[6]: In dit jaar was Xavier St. John de enige speler die in de eerste ronde werd geselecteerd. Er werden geen verdere selecties gedaan in de tweede en derde ronde, maar Christopher Doyle werd gekozen in de vierde ronde.

- Seizoen 2021[7]: Dit seizoen kende een beperkte activiteit, waarbij geen spelers werden geselecteerd in de eerste, tweede of vierde ronde. Myles Lyons en Dawson Thomas werden echter in de derde ronde gekozen.

- Seizoen 2022[8]: Frederick Payton werd in de tweede ronde geselecteerd, maar er waren geen verdere selecties in de andere rondes.

- Seizoen 2023[9]: De selectie bleef beperkt, met alleen Saif Ali die in de derde ronde werd gekozen.

- Seizoen 2024[10]: Dit seizoen markeerde een significante activiteit, met Damian Tutak, Frankie Mule en Roger Adams die samen de eerste ronde betrokken, terwijl er in de overige rondes geen nieuwe selecties waren.

## Erelijst
5V5 Championships:
- 2019 NBA 2K League Champions